# Olgiate Molgora

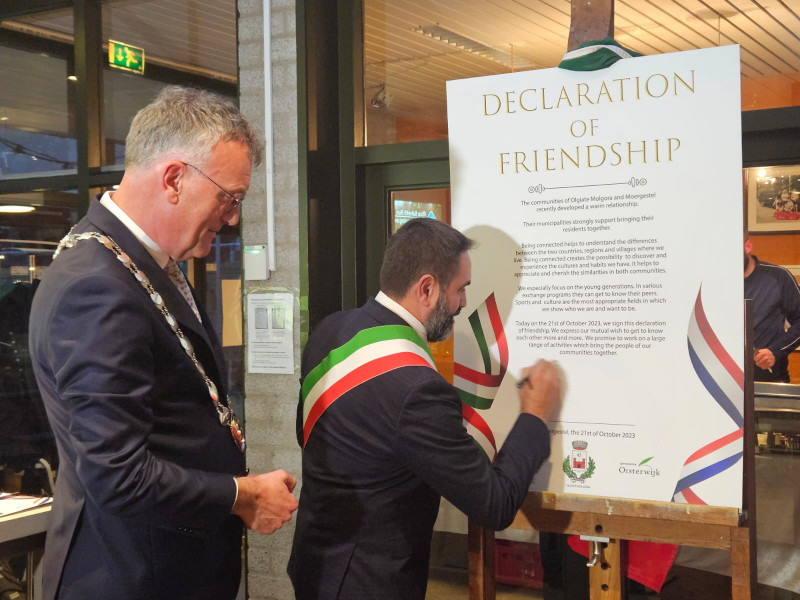
Bernocco, burgemeester van Olgiate Molgora en Janssen, burgemeester van Oisterwijk, ondertekenen de stedenband.

Olgiate Molgora (Ulgiàa in het Brianzool dialect, uitgesproken als /ulˈʒaa/, en simpelweg Olgiate tot 1863) is een Italiaanse gemeente met 6 324 inwoners in de provincie Lecco, Lombardije, in het district Merate. De gemeente ligt op 287 meter boven zeeniveau en heeft een oppervlakte van ongeveer 7,2 vierkante kilometer.
De ligging van Olgiate Molgora is strategisch tussen Milaan, Lecco, Como, Bergamo en Monza, wat zorgt voor een goede verbinding met belangrijke stedelijke, toeristische en economische centra. Het dorp heeft een eigen station, Station Olgiate-Calco-Brivio(en), dat deel uitmaakt van de S8-lijn van de S-Bahn Milaan. Hiermee reist men in 30 minuten naar Milaan, in 20 minuten naar het Comomeer, en bereikt men gemakkelijk de luchthavens Milaan-Malpensa, Bergamo-Orio al Serio en Milaan-Linate.
Olgiate Molgora is sinds 1998 verbroederd met Huddersfield-Stocksmoor in West Yorkshire, Verenigd Koninkrijk, en sinds 2024 met Oisterwijk in Nederland.

## Fysische geografie

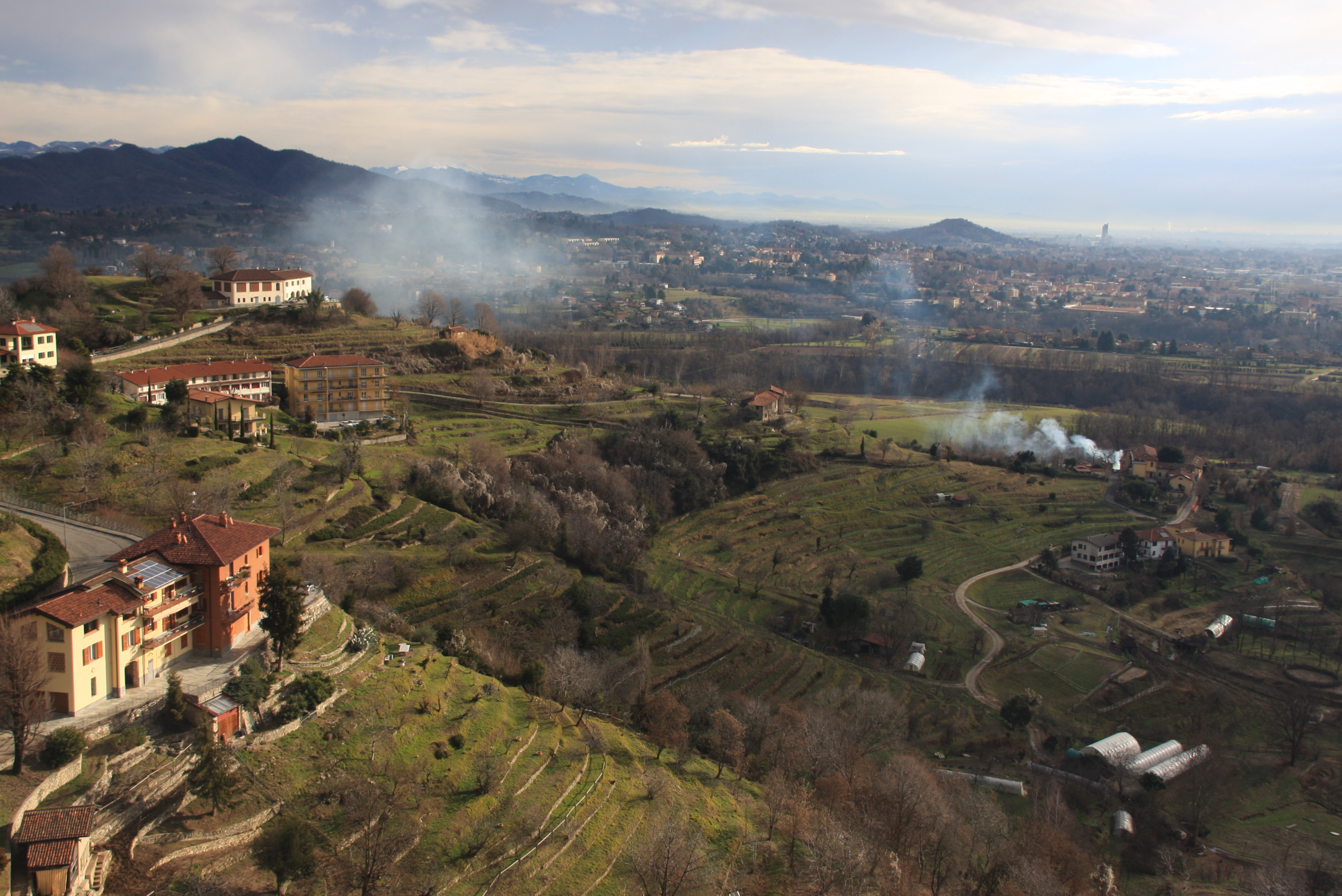

### Territorium
Olgiate Molgora ligt in het gebied van de Brianza, specifiek in het Merate-gebied in de provincie Lecco.
Met een bevolkingsdichtheid van bijna 1000 inwoners per km² combineert de gemeente menselijke aanwezigheid met natuurlijke ruimten. Het gebied maakt deel uit van de metropoolregio Milaan, een van de dichtstbevolkte gebieden van Europa en de tweede binnen de Europese Unie.
De omgeving is heuvelachtig, kenmerkend voor de Lombardische Voor-Alpen, met bossen, landbouwgebieden en woonkernen. Het grondgebied beslaat 7,12 km² en de gemiddelde hoogte bedraagt 287 meter.
De buurgemeenten zijn: Airuno, Brivio, Calco, Merate en Santa Maria Hoè.

### Klimaat
Volgens de Köppen-classificatie heeft Olgiate Molgora een gematigd klimaat met neerslag in alle seizoenen en warme zomers.
De meeste neerslag valt van maart tot mei, met een lichte daling in de zomermaanden en een tweede piek in oktober-november.

## Naam

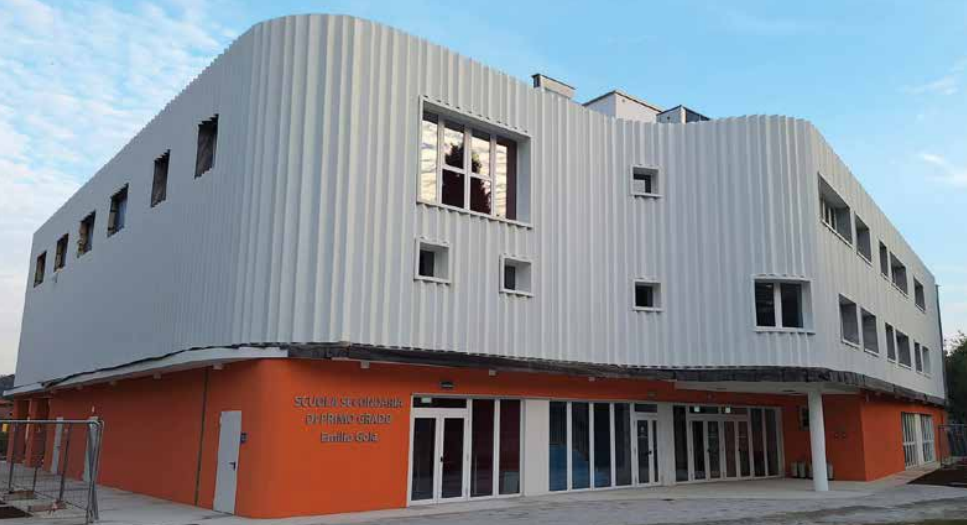
Emilio Gola Middelbare School

De naam Olgiate is waarschijnlijk afgeleid van het Keltische woord olca, dat verwijst naar een geploegd vlak land. De toevoeging Molgora (afgeleid van de beek Molgora) werd in 1863 toegevoegd om onderscheid te maken met andere plaatsen genaamd Olgiate.

## Geschiedenis

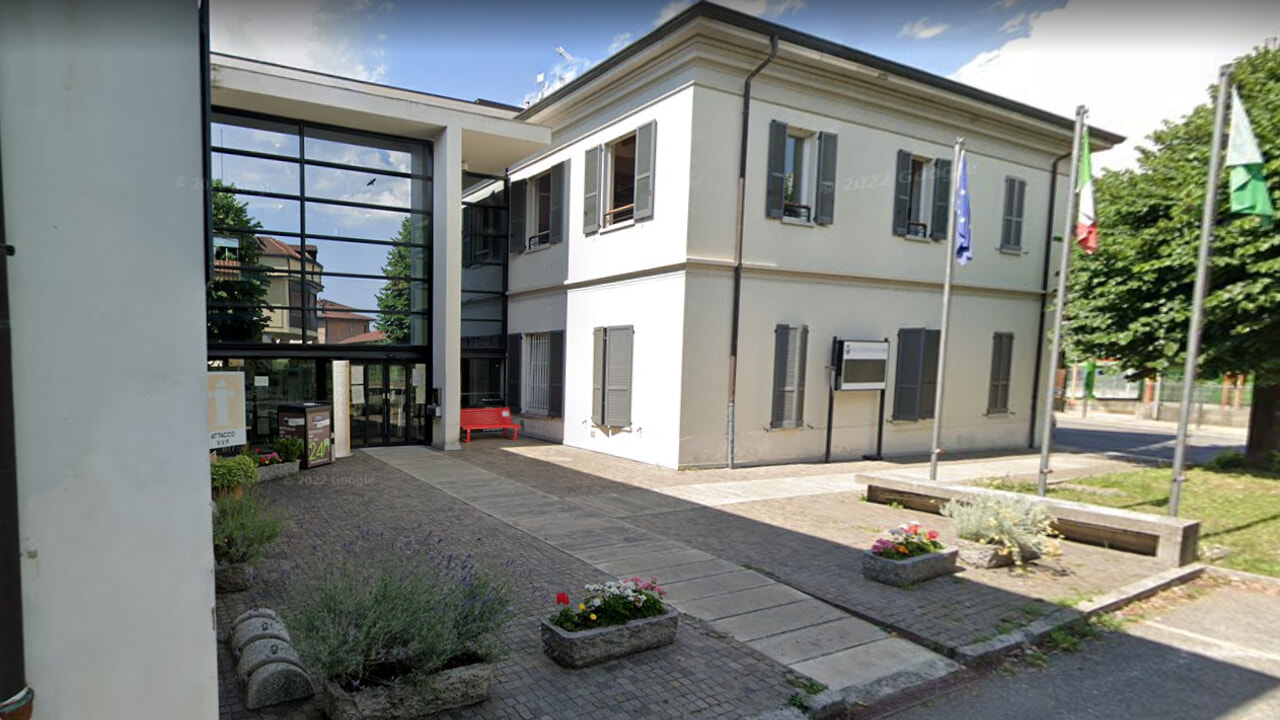
Stadhuis

Het gebied werd al bewoond in de oudheid. De oudste nederzettingen lagen in de huidige frazione Beolco, waar Romeinse en vroegmiddeleeuwse sporen zijn teruggevonden. De kerk van San Pietro herbergt de grafsteen van Aldo en Grauso, Langobardische edelen uit de 8e eeuw. In de middeleeuwen ontwikkelden zich meerdere dorpen, vaak in handen van kloosters of adellijke families. In de 19e eeuw werden deze samengevoegd tot de huidige gemeente.
In 1863 werd de naam officieel gewijzigd in Olgiate Molgora. Regio Decreet 8 februari 1863, nr. 1192
In 1927 werden de gemeenten Calco en Mondonico tijdelijk geannexeerd; dit duurde tot 1953 toen Calco weer zelfstandig werd en Olgiate Molgora haar naam terugkreeg.

## Symbolen

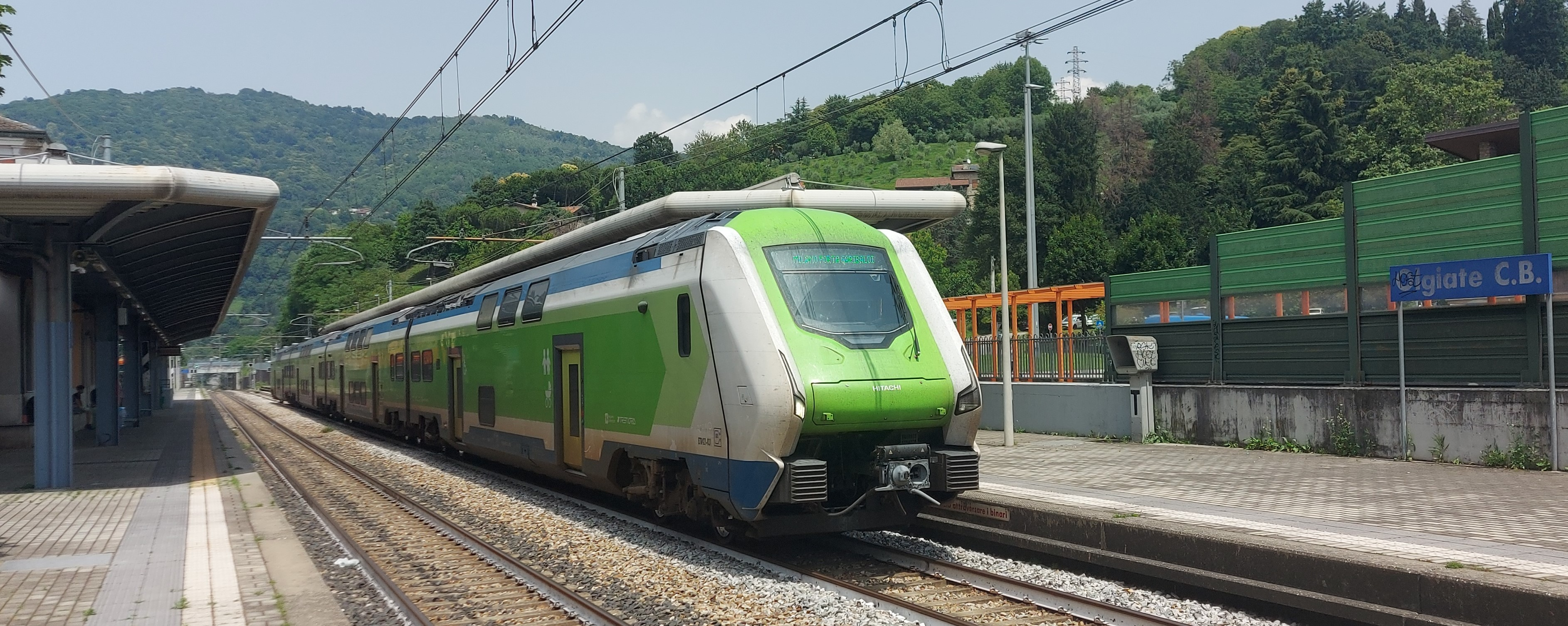
trein op het treinstation Olgiate Calco Brivio richting Milaan

Het wapen bestaat uit een rood kasteel op een zilveren achtergrond met een blauwe jachthoorn erboven. Het vaandel is verticaal in blauw en rood verdeeld.

## Bezienswaardigheden

### Religieuze gebouwen
Parochiekerk San Zeno (18e eeuw)
Parochiekerk Maria Madre della Chiesa (1978)
Kerk San Miro (17e-18e eeuw)
Kerk San Pietro in Beolco (11e-12e eeuw)
(de overige inhoud wordt op aanvraag vertaald)
1. ↑  https://demo.istat.it/?l=it.